# 黃龍寺
黃龍寺位於四川省松潘縣黃龍鄉，文物遺址年代判定為清。1991年4月16日公佈為四川省第三批文物保護單位。